# 181 West Madison
181 West Madison je postmoderní mrakodrap v Chicagu stojící v ulici Madison Street. Má 50 podlaží a výšku 207,3 metrů. Výstavba probíhala v letech 1988–1990 podle projektu společnosti Shaw & Associates.